# Bradypodion thamnobates
Espèce
Statut de conservation UICN

 EN  : En danger
Statut CITES
Bradypodion thamnobates est une espèce de sauriens de la famille des Chamaeleonidae. Cette espèce effectue une reproduction vivipare, donc met au monde des petits en vie.

## Répartition
Cette espèce est endémique du KwaZulu-Natal en Afrique du Sud.

## Publication originale
- Raw, 1976 : A survey of the dwarf chameleons of Natal, South Africa, with description of three new species (Sauria: Chamaeleonidae). Durban Museum Novitates, vol. 11, n. 7, p. 139-161.